# 2009년 유엔 기후 변화 회의

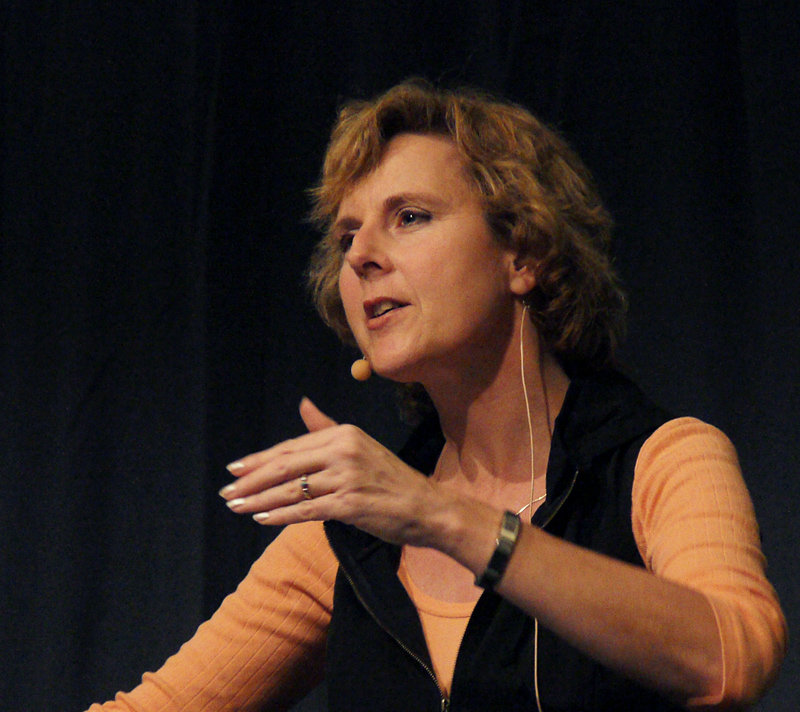
코펜하겐 UN 기후변화회의 CCC'2009의 회장을 맡은 코니 헤데고르

2009년 유엔 기후 변화 회의(영어: United Nations Climate Change Conference, COP15, 덴마크어: FN's klimakonference 2009)는 덴마크 코펜하겐 벨라센터에서 2009년 12월 7일부터 18일까지 개최된 회의이다. 기후 변화에 관한 유엔 기본 협약의 15차 회의와 교토 의정서 제5차 회의(COP/MOP 5)를 겸해 열렸다.

## 제안된 활동 목록(나라별)
| 지역           | 1990→2020    | 참고 문헌 기지                               |
| -------------- | ------------ | -------------------------------------------- |
| EU             | -30 to -20%  |                                              |
| 일본           | -25%         |                                              |
| 러시아         | -25 to -20%  |                                              |
| 오스트레일리아 | -24 to -4%   | CO2-e w/- 토지 사용과 변화그리고 숲 (LULUCF) |
| 뉴질랜드       | -20 to -10%  |                                              |
| 남아프리카     | -10.4 to -3% |                                              |
| 캐나다         | -3%          |                                              |
| 브라질         | -1.8 to +5%  |                                              |
| USA            | -1.3%        |                                              |
| 중국           | -45 to -40%  | CO2 배출 인텐시티                            |
| 인도           | -25 to -20%  | CO2 배출 인텐시티                            |

## 기술 척도

### UNEP
2008년 7월 3~4일 독일에서 개최된 제5차 마그데부르크 환경 포럼에서 유엔 환경 프로그램은 전기차를 위한 하부구조(인프라)를 요청하였다. 이 국제학회에서 250위 이상의 산업, 과학, 정치 그리고 비정부기관(NGO) 대표들이 미래를 위한 해결책을 논의하였는데 모토는 "유지가능한 이동력"이었다.

### 기술 활동 프로그램
기술 활동 프로그램(TAP)이 UNFCCC 아래의 미래 기술 노력을 조직화하는 수단으로 제안되었다. 적용과 변경의 기술의 설정을 위한 프로그램을 만듦으로써 UNFCCC는 분명한 신호를 개인과 정부 연구 기관은 물론 세계의 시민들에게 보내어 기후 변화의 해법을 찾고 있다. 잠재적인 집중점은 조기경보체계와, 염도에 강한 작물, 전기차량, 풍력과 태양열 에너지 등이다.

## 같이 보기
- 기후변화에 관한 유엔 기본 협약